# Diaditus tejanus
Diaditus tejanus är en insektsart som beskrevs av Giacchi 1980. Diaditus tejanus ingår i släktet Diaditus och familjen rovskinnbaggar. Inga underarter finns listade i Catalogue of Life.